# Djebnetjer
Djebnetjer è una città egizia detta anche Sebennito dal greco Sebennytos e che fu il capoluogo del 12º distretto del Basso Egitto.
La località, che corrisponde alla moderna città di Samannud, si trova sul ramo di Damietta del Nilo.
È ricordata come la città natale di Manetone, oltre che come capitale d'Egitto durante la XXX dinastia detta "sebennitica".
Nectanebo I fu principe di Djebnetjer verso la fine della XXIX dinastia e ne riuscì a deporre l'ultimo sovrano Neferite II, salendo quindi al trono d'Egitto e fondando la XXX dinastia. In seguito, secondo Manetone, fu da questa località che Nectanebo I iniziò la sua campagna per difendere i confini orientali dalla minaccia persiana.
Divinità principale di Djebnetjer fu Onuris, che in epoca tolemaica venne associato al dio greco della guerra Ares, e che possedeva nella città un tempio eretto da Nectanebo I e decorato da Nectanebo II.
Nel sito, a nord di Djebnetjer, si trova anche un Iseo ancora da esplorare in maniera sistematica.